# Viktor Belenko
Viktor Ivanovič Belenko (rus. Виктор Иванович Беленко) (Naljčik, Rusija, 15. veljače 1947.) je bivši sovjetski vojni pilot. Postao je poznat kao prebjeg koji je 1976. godine s novim borbenim zrakoplovom MiG-25 pobjegao u Japan. Time je Zapad dobio na uvid karakteristike i dizajn sovjetskog brzog presretača i izvidnika.
Svojim potezom, Belenko je postao prvi sovjetski pilotski prebjeg na Zapad. Danas živi u SAD-u gdje radi kao aeronautički inženjer.

## Karijera
Pilot je rođen u ruskom gradu Naljčiku u obitelji Ukrajinaca. Poručnik Belenko je služio u 513. lovačkom puku, 11. zračne armije unutar sovjetske protuzračne obrane. Jedinica je bila stacionirana u zračnoj bazi Čugujevka u Primorskom kraju. On je 6. rujna 1976. godine pobjegao s novim sovjetskim presretačem MiG-25 u japanski lučki grad Hakodate. Prilikom slijetanja na pistu, pilot je oštetio prednji stajni trap aviona. Unatoč sovjetskim prosvjedima upućenim Japanu, u zemlju je došlo tehničko osoblje USAF-a kako bi ispitalo avion. Njegov bijeg predstavio je dotad najveći sigurnosni proboj unutar Sovjetskog Saveza.
Belenko je sa sobom ponio pilotski priručnik za Mig-25 Foxbat kako bi pomogao američkim pilotima u procjeni i ispitivanju zrakoplova. Japan je najprije dopustio da se na njegovom teritoriju obave letna testiranja te pregled njegovih motora i radara. Međutim, zemlja je kasnije zahtijevala da se ubrzaju sama testiranja. Zrakoplov je brzo rastavljen te je 25. rujna prebačen transportnim zrakoplovom C-5A u unutrašnjost zemlje gdje je i testiran. Budući da je sovjetski pilot doletio u potpuno novog avionu, Zapad je dobio uvid u dotad najmoderniju sovjetsku aero tehnologiju. Sam MiG-25 je nakon 67 dana vraćen SSSR-u brodom u dijelovima.
Američki predsjednik Gerald Ford dao je pilotu politički azil te je osnovan fond kojim se financirao njegov boravak u zemlji. U SAD-u je najprije bio ispitivan pet mjeseci a nakon toga je nekoliko mjeseci radio kao savjetnik. 1980. godine američki Kongres mu je odobrio američko državljanstvo a odobrenje je potpisao predsjednik Jimmy Carter 14. listopada 1980.
Tijekom boravka u SAD-u, Viktor Belenko se oženio za profesoricu glazbe iz Sjeverne Dakote s kojom ima dvoje djece. Ipak, par se kasnije rastavio. Nakon raspada Sovjetskog Saveza, Belenko je posjetio Moskvu poslovno 1995. godine.

## Vanjske poveznice
- Interview s pilotom iz 1996. godine
- Članak o Viktoru Belenku
- ОПЕРАЦИЯ "FOXBAT"  Arhivirana inačica izvorne stranice od 23. kolovoza 2011. (Wayback Machine)